# Piotruś Pan (powieść)

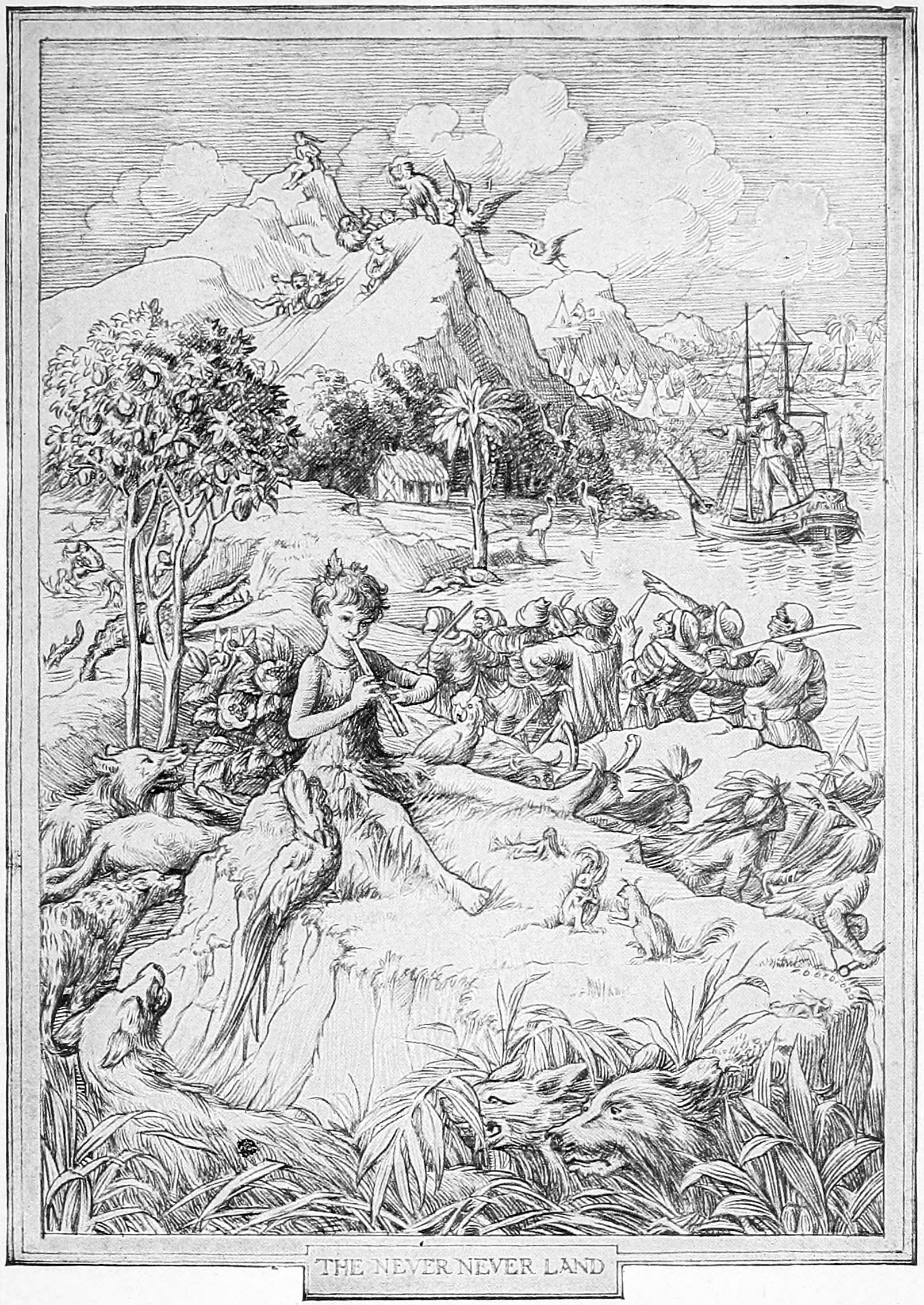
Ilustracja z „Peter and Wendy” Jamesa Matthew Barrie, opublikowana w 1911 przez C. Scribner’s Sons, New York

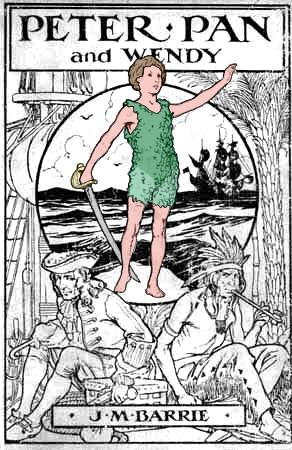
Okładka angielskiego wydania Piotrusia Pana z 1915 roku

Piotruś Pan (ang. Peter Pan, Peter Pan and Wendy) – powieść autorstwa szkockiego powieściopisarza i dramaturga J.M. Barriego, w Polsce znana także pod tytułami Przygody Piotrusia Pana oraz Piotruś Pan i Wendy.
Na początku Barrie napisał sztukę teatralną pod tytułem Peter Pan, pierwszy raz wystawioną w 1904. W 1911 zaadaptował ją na powieść, której nadał tytuł Peter Pan and Wendy.

## Geneza
Barrie stworzył Piotrusia Pana na potrzeby historii, które opowiadał synom Sylvii Llewelyn Davies, należącej do grona jego najbliższych przyjaciół, a imię postaci jest połączeniem imienia najmłodszego z chłopców, Petera, oraz greckiego boga lasów i pasterzy Pana. Kiedy Sylvia zmarła na raka parę lat po śmierci swego męża, Barrie został jednym z oficjalnych opiekunów ich synów.
Sugeruje się również, że inspiracją postaci Piotrusia był starszy brat Barriego David, którego śmierć w wypadku podczas jazdy na łyżwach w wieku trzynastu lat mocno wstrząsnęła matką przyszłego pisarza. Według Andrew Birkina, autora J.M. Barrie and the Lost Boys, śmierć ta była „niewyobrażalną katastrofą, z której nigdy w pełni się nie wydźwignęła... Jeśli Margaret Ogilvy [matka Barriego] znalazła pociechę w idei, że David, umierając jako chłopiec, pozostał chłopcem na zawsze, to Barrie znalazł [w tej idei] inspirację”.

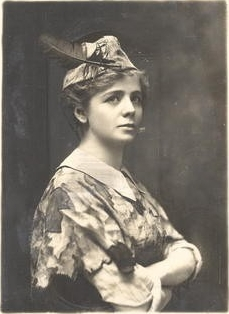
Maude Adams w roli Piotrusia Pana w jednym z wcześniejszych przedstawień

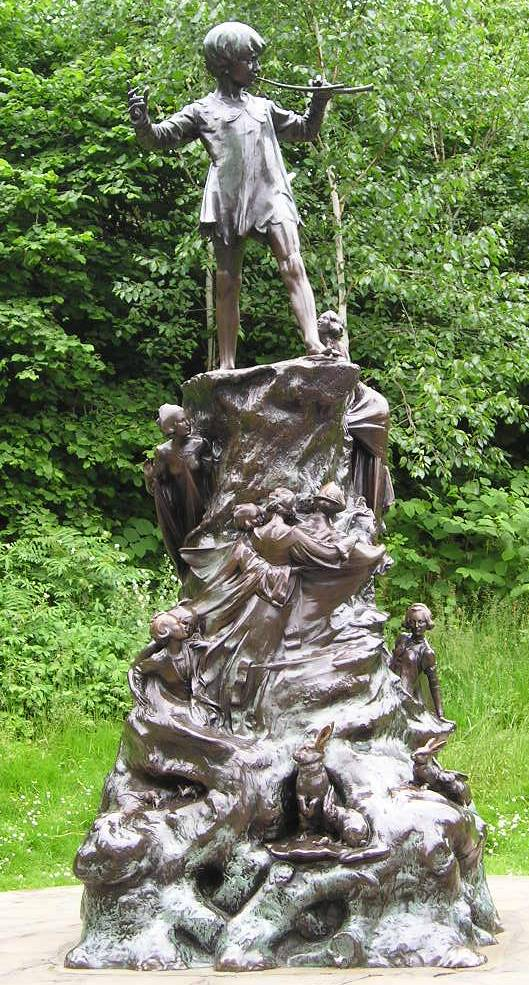
Statuetka Piotrusia Pana w Londynie

Postać Piotrusia Pana pierwszy raz pojawiła się w druku w 1902 roku, w książce zatytułowanej The Little White Bird, fabularyzowanej historii przyjaźni Barrie’ego i dzieci Llewelyn Daviesów, której wątki wykorzystano następnie w popularnej sztuce teatralnej zatytułowanej Peter Pan, or The Boy Who Wouldn’t Grow Up (Piotruś Pan, czyli o chłopcu, który nie chciał dorosnąć), która miała swą premierę sceniczną w Duke of York’s Theatre w Londynie 27 grudnia 1904.
W 1906 roku fragment The Little White Bird z Piotrusiem jako głównym bohaterem opublikowano pod tytułem Peter Pan in Kensington Gardens (Piotruś Pan w Ogrodach Kensingtońskich) z ilustracjami Artura Rackhama. Później Barrie zaadaptował sztukę na powieść wydaną w 1911 roku pt. Peter Pan and Wendy.

## Fabuła
Głównym bohaterem jest tytułowy Piotruś Pan, psotny chłopiec, który nie chce dorosnąć. Piotruś, znakomity szermierz, spędza swe niekończące się, pełne przygód dzieciństwo na wyspie Nibylandii, przewodząc grupie Zagubionych Chłopców. Powieść zawiera wiele elementów fantastycznych: Piotruś posiada magiczne zdolności (np. potrafi latać) i do jego przyjaciół zalicza się wróżka Dzwoneczek. W powieści Piotruś Pan przylatuje do sypialni Wendy i jej braci i namawia je do ucieczki do Nibylandii. Głównym antagonistą Piotrusia jest grupa piratów pod dowództwem kapitana Haka.

## Postacie

### Rodzina Darling
- George Darling – ojciec rodziny,
- Mary Darling – matka rodziny, żona pana Darling
- Wendy Darling – najstarsze dziecko małżeństwa Darling, jedyna córka.
- John Darling – średnie dziecko, starszy syn.
- Michael Darling – najmłodsze dziecko rodziny Darling
- Lisa – służąca rodziny Darling
- Nana – suczka o rasie nowofundlanda i opiekunka dzieci rodziny Darling
- Jane – córka Wendy
- Margaret – wnuczka Wendy i córka Jane

### Zagubieni chłopcy
- Piotruś Pan
- Milczek
- Kędziorek
- Drobinka
- Stalówka
- Bliźniaki

### Piraci
- James Hak – kapitan piratów
- Pan Smee – bosman pochodzenia irlandzkiego
- Bill Jukes – łotr posiadający wiele tatuaży, zabity przez Piotrusia Pana
- Cecco – Włoch, pirat zabity przez Piotrusia Pana
- Twardy Hrabia – były nauczyciel dobrych manier, wyskoczył ze statku w obawie przed Hakiem i Panem
- Rożen – łotr uważany za brata Czarnego Murphy
- Ed Teynte – pirat zabity przez Piotrusia Pana
- Wysoki czarnoskóry mężczyzna
- Morgan Lufcik
- Głupek
- Robert Filozof
- Alf Murarz
- Inni piraci

#### Czerwonoskórzy
- Pantera – wódz plemienia Pikaninów
- Tygrysia Lilia – księżniczka czerwonoskórych
- Czerwonoskórzy – plemię Pikaninów zamieszkujące Nibylandię

### Inne postacie
- Dzwoneczek – wróżka Piotrusia Pana
- Krokodyl – wróg Kapitana Haka, zjadł jego prawą rękę
- Syreny
- Niby-ptaki

## Polskie tłumaczenia
Na język polski powieść po raz pierwszy przełożyła już w roku 1913 Zofia Rogoszówna (pod tytułem Przygody Piotrusia Pana), tłumaczyli ją również Maciej Słomczyński (również Przygody Piotrusia Pana, 1974), Michał Rusinek (Piotruś Pan i Wendy, 2007) oraz Andrzej Polkowski (Piotruś Pan, 2015).

## Adaptacje i nawiązania filmowe
- Piotruś Pan (1924) – film niemy oparty na sztuce Barriego.
- Piotruś Pan (1953) – film animowany Walta Disneya oparty na sztuce Barriego.
- Piotruś Pan (1988) – australijski film animowany.
- Piotruś Pan (1989) – japoński serial animowany.
- Piotruś Pan i piraci (1990) – amerykański serial animowany.
- Hook (1991) – filmowy sequel historii Piotrusia Pana z Dustinem Hoffmanem w roli Haka oraz Robinem Williamsem w roli Piotrusia.
- Piotruś Pan (2003) – film fabularny w reżyserii P.J. Hogana oparty na powieści Barriego.
- Piotruś Pan: Wielki powrót (2002) – animowany sequel disneyowskiego Piotrusia Pana z 1953 roku.
- Marzyciel (2004) – film opowiadający historię twórcy powieści; w roli Barriego – Johnny Depp.
- Dzwoneczek (2008) – film animowany z wytwórni Disneya oparty na postaciach i wątkach z pierwszej produkcji tej wytwórni o Piotrusiu Panie.
- Jake i piraci z Nibylandii (2011–2016) – serial animowany Disneya, o przygodach trójki dzieci-piratów z Nibylandii, w którym pojawiają się Kapitan Hak (każdy odcinek), czy Piotruś Pan (wybrane odcinki)
- Dawno, dawno temu (2011)  – serial
  - Piotruś Pan
  - Kapitan Killian „Hak” Jones
  - Rumplestiltskin „Krokodyl”
  - Wendy Darling
  - John Darling
  - Michael Darling
  - George Darling
  - Mary Darling
  - Nana
  - Dzwoneczek
  - Cień
  - William Smee
- Nowe przygody Piotrusia Pana (2012) – niemiecko-francusko-indyjski serial animowany
- Peter Pan Live! (2014) – amerykański musical.
- Piotruś. Wyprawa do Nibylandii (2015) – film w reżyserii Joe Wrighta.
- Piotruś Pan i Wendy(inne języki) – film aktorski z 2023 roku. Live-action remake filmu animowanego z 1953 roku.